# 최유선
최유선(崔惟善, ? ~ 1075년)은 고려의 문신이다. 본관은 해주(海州)이며, 최충(崔冲)의 아들이다.

## 생애
1030년(현종(顯宗) 21) 을과(乙科) 1등으로 문과에 급제하여 7품직을 제수받고 한림원(翰林院)에 들어갔다. 문종(文宗) 때 여러 차례 승진하여 지중추원사(知中樞院事)가 되었다.
후에 중서령(中書令)이 되었고, 판상서이부사(判尙書吏部事)에 임명되었으며, 추충찬화강정수제공신(推忠贊化康靖綏濟功臣)의 칭호를 하사받았다. 이어 개부의동삼사 수태사 상주국(開府儀同三司 守太師 上柱國)을 더하고 문하시중(門下侍中)으로 승진하였다.
1075년(문종 29년)에 졸하니 시호를 문화(文和)라고 하였다. 선종(宣宗) 때 문종의 묘정에 배향되었다.

## 가족관계
- 아버지 : 최충(崔冲)
  - 아들 : 최사제(崔思齊)
    - 손자 : 최약(崔瀹)

  - 사위 : 이예(李預, 인천 이씨)